# Racilia femoralis
Racilia femoralis är en insektsart som beskrevs av Carl Stål 1878. Racilia femoralis ingår i släktet Racilia och familjen gräshoppor. Inga underarter finns listade i Catalogue of Life.